# Piet Boendermaker

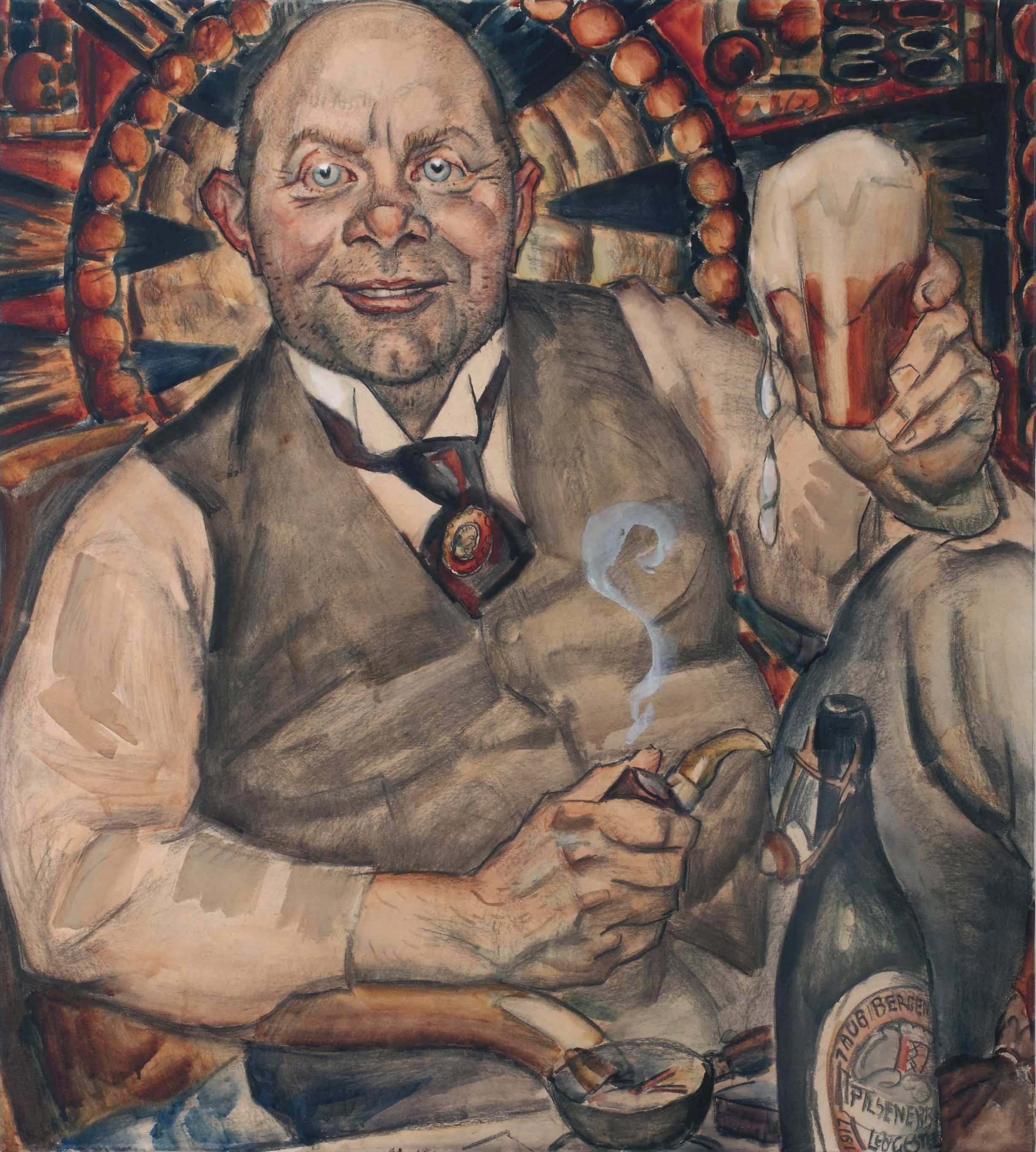
Piet Boendermaker
(door Leo Gestel, 1917)

Piet Boendermaker (Amsterdam, 27 februari 1877 - Alkmaar, 2 februari 1947) was een Nederlandse kunstverzamelaar en mecenas van de Bergense School.

## Jeugd en opleiding
Piet Boendermaker was de oudste zoon van Cornelis Boendermaker (1850-1939) en Trijntje Meijer (1849-1885). Zijn vader was schildersbaas en vanaf ongeveer 1880 actief in onroerend goed in Amsterdam. Met deze activiteiten werd een aanzienlijk vermogen opgebouwd.
Boendermaker volgde lessen aan de Quellinusschool in Amsterdam, de school waar in het begin van de 20e eeuw verschillende schilders van de Bergense School hun eerste kunstzinnige vorming kregen. In 1901 benoemde de gemeente Amsterdam Boendermaker tot ‘makelaar voor het vak van Mobilair’ (roerende goederen). In hetzelfde jaar huwde Piet Boendermaker de 19-jarige Marie Schoenmaker uit Hoorn. Haar vader werkte als opzichter bij Cornelis Boendermaker. Hun zoon Kees Boendermaker zou later kunstschilder worden.

## Aankopen tussen 1903 en 1915
Vanaf 1902 of 1903 begon Piet Boendermaker schilderijen te kopen. Hij interesseerde zich in het begin vooral voor schilders die in Laren en omgeving werkten in een stijl die nauw verwant was aan de Haagse School.
Na 1908 kreeg Boendermaker meer en meer belangstelling voor de moderne schilderkunst uit het begin van de 20e eeuw. Het was dr. J.F.S. Esser (1877-1946), de huisarts van zijn schoonouders en verzamelaar van moderne kunst, die hem in contact bracht met Leo Gestel. Hij werd een regelmatig bezoeker van diens atelier in de 2e Jan Steenstraat 80 in Amsterdam, de zogenaamde ‘Jan Steenzolder’. Daar ontmoette Boendermaker schilders als Jan Sluijters en Piet van der Hem, maar ook schrijvers, architecten en journalisten die vernieuwende ideeën hadden op het gebied van kunst en samenleving.
Boendermaker kocht in de periode 1908-1915 veel schilderijen van Leo Gestel, Jan Sluijters, Kees Maks, Dirk Filarski, Arnout Colnot en Matthieu Wiegman. Daarmee verschafte hij deze schilders een min of meer constant inkomen.

## Mecenas van de Bergense School
Tussen 1907 en 1916 had zich in Bergen (Noord-Holland) een aanzienlijk aantal kunstenaars gevestigd. Colnot en Filarski waren de eerste modern georiënteerde schilders die in Bergen gingen wonen, gevolgd door Gestel. Boendermaker was regelmatig in de vakantiemaanden in Bergen te vinden. Hij kocht in 1917 huize De Klomp aan de Loudelsweg en in het jaar daarop ging het gezin Boendermaker in Bergen wonen. In dat jaar werd huize De Klomp uitgebreid met een zaaltje, waar Boendermaker in ieder geval een deel van zijn groeiende collectie kunst kon opslaan. In 1917 telde de verzameling al meer dan 300 schilderijen. Huize De Klomp werd al spoedig een ontmoetingspunt voor leden van de Bergense School.
Nadat Boendermaker veel schilderijen uit zijn eerste verzamelperiode had laten veilen of geruild (met Esser) concentreerde hij zich bij het verzamelen op de schilders van het Bergens-Amsterdamse expressionisme. Hij verwierf 585 werken van Leo Gestel en 97 werken van Piet van Wijngaerdt (niet behorend tot de Bergense School). Dirk Filarski behoorde tot zijn favoriete schilders. Boendermaker kocht in totaal 452 schilderijen van hem. Van Arnout Colnot kocht Boendermaker in de periode 1915-1925 274 schilderijen. Boendermaker was gewoon series schilderijen in één keer te kopen. Vaak kreeg een kunstenaar gedurende een bepaalde periode een ‘maandgeld’ van Boendermaker in ruil voor zijn inzending bij een tentoonstelling.
Naast het werk van de grote drie in de collectie Boendermaker (Gestel, Filarski en Colnot) kocht de verzamelaar ook veel schilderijen van Piet Wiegman, Matthieu Wiegman, Else Berg, Mommie Schwarz, Wim Schuhmacher, Adriaan Lubbers, Gerrit van Blaaderen, Frans Huysmans en Charley Toorop.

## Boendermaker en het Stedelijk Museum
Tussen 1910 en 1925 probeerde de directeur van het Amsterdams Stedelijk Museum C.H.W. Baard de collectie van het museum een meer eigentijds karakter te geven. Tot 1910 had de VVHK (de Vereeniging tot het Vormen van eene Openbare Verzameling van Hedendaagsche Kunst) een sterk stempel op de collectie gedrukt. Baard legde contacten met verschillende particuliere verzamelaars en vond een aantal van hen bereid werken in bruikleen af te staan. Boendermaker sloot tussen 1914 en 1925 verschillende bruikleenovereenkomsten met het Stedelijk Museum. Met uiteindelijk 132 schilderijen in 1918 en 114 in 1924 was de verzameling Boendermaker opvallend vertegenwoordigd in het museum naast de bruiklenen uit de verzameling van Pierre Regnault. Boendermaker schonk het museum ook verschillende schilderijen van onder andere Gestel, Sluijters, Filarski, Colnot, de gebroeders Wiegman, Gustave de Smet en Charley Toorop.
De collectie Boendermaker eiste in het Stedelijk Museum relatief veel zaalruimte. Critici meenden dat particuliere verzamelaars zo te veel invloed kregen op de collectievorming. Kunstenaars die niet in de verzameling Boendermaker voorkwamen, zoals Piet Mondriaan, Kees van Dongen of Bart van der Leck zouden benadeeld kunnen worden. Boendermaker heeft zich buiten deze publieke discussie gehouden. De goede relatie met Baard werd er niet door bedreigd en Boendermaker ging door met nieuwe bruiklenen tot 1930. Wel waren in zijn bruikleen van 1929 meer buitenlandse schilders vertegenwoordigd onder andere uit de École de Paris. Overigens kon de invloed van de particuliere bruiklenen zo dominant zijn, omdat de (stedelijke) overheid nauwelijks investeerde in de collectievorming van het museum.

## Franse oriëntatie
Vanaf 1925 verzamelde Boendermaker ook werk van een groep schilders die Frans georiënteerd waren. Onder hen Jos Croin, Charles Eyck, Gerard Hordijk, Raoul Hynckes, Otto van Rees en Toon Kelder. Van laatstgenoemde kocht Boendermaker 161 werken in een periode van 5 à 6 jaar. Via Colnot was Boendermaker in 1928 in contact gekomen met Harrie Kuyten. Van hem kocht hij in totaal 74 werken.

## De Kunstzaal
De collectie Boendermaker was rond 1928 gegroeid tot meer dan 2000 schilderijen. Het aan huize De Klomp aangebouwde zaaltje was dus veel te klein geworden. Daarom liet Piet Boendermaker met financiële steun van zijn vader een Kunstzaal bouwen midden in de tuin van huize De Klomp. Op 1 september 1928 werd Kunstzaal Boendermaker geopend. De netto oppervlakte van de zaal was 140 m². De collectie kon op afspraak worden bezichtigd. Tot 1940 werden er ook regelmatig exposities gehouden van werken uit de Bergense School. Midden in de crisisjaren werd de Kunstzaal uitgebreid met een woning zodat Boendermaker, in financiële problemen geraakt, huize De Klomp kon verhuren.

## De crisisjaren
De economische crisis die op 24 oktober 1929 begon, trof de bedrijven van Cornelis Boendermaker met volle kracht. In 1932 moest Piet Boendermaker zijn kunstcollectie overdragen aan de Bank voor Onroerende Zaken in Amsterdam. De getaxeerde waarde was f 632.350,-, maar de Kunstzaal en huize De Klomp bleven uit handen van de bank. In 1932 omvatte de collectie 2364 stukken. De bank stelde de verkoop van de schilderijen uit en verzocht Boendermaker als beheerder van zijn voormalige kunstverzameling op te treden.

## 1937-1947
Bij zijn zestigste verjaardag organiseerde een feestcomité onder leiding van Leo Gestel een feest waarbij elk van de deelnemende kunstenaars Boendermaker een kunstwerk aanbood. Boendermaker werd gehuldigd in het Stedelijk Museum en kreeg bij die gelegenheid de Erepenning van Kunsten en Wetenschappen in goud. Het was de officiële erkenning voor zijn rol als Kunstbeschermer. Vanaf 1937 probeerde Boendermaker weer een eigen collectie op te bouwen.
Tegen het einde van de jaren dertig trachtte de bank alsnog de Boendermaker-collectie te verkopen. Pogingen de hele collectie van de hand te doen mislukten echter. In de oorlogsperiode werden incidenteel kleine aantallen kunstwerken voor rekening van de bank verkocht. Boendermaker was financieel aan de grond geraakt. De bank had de eigendom verkregen over zijn bouwbedrijven, zodat er geen bezit meer was waaruit inkomsten gegenereerd konden worden.
Direct na de Tweede Wereldoorlog hervatte de bank de pogingen de collectie te verkopen. Men benutte voor die tijd ongebruikelijke verkoopkanalen door verkoopexposities te organiseren bij de Amsterdamse en Haagse vestigingen van Vroom en Dreesmann. Erg succesvol waren deze exposities niet. 
Piet Boendermaker overleed op 2 februari 1947.

## De collectie valt uiteen
Na het overlijden van haar man trachtte Marie Boendermaker de expositiefunctie van de Kunstzaal in stand te houden. Er werden enkele tentoonstellingen georganiseerd, maar de beperkte financiële middelen noodzaakten haar in 1949 te verhuizen. De gemeente Bergen ontwikkelde aanvankelijk plannen het complex te verbouwen tot woningen, maar dit plan ging niet door. Wel werd Boendermakers tuin in 1958 verkocht. Er kwam een complex bejaardenwoningen voor in de plaats. In 1962 werd de Kunstzaal met bijbehorende woning verkocht aan de schilder/dichter Lucebert. Het straatje waar de Kunstzaal en de naastgelegen woningen aan liggen, heet nu Boendermakershof. In 2014 is er een woningencomplex om de Kunstzaal heen gebouwd, waarbij de modernistische bouwstijl van het oude gebouw als inspiratie diende.  
De in de Kunstzaal opgeslagen schilderijen werden in 1949 overgebracht naar Amsterdam. De bank gaf het beheer via de gemeente aan het Stedelijk Museum. Op dat moment telde de collectie nog 1318 werken. Waar en hoe de ontbrekende 1000 werken (vergeleken met de stand van zaken in 1932) verkocht zijn, is niet bekend.
Tussen 1957 en 1958 werden telkens grote delen van de collectie geveild. De opbrengsten waren erg mager. De Bergense School was uit de gratie geraakt en de economische situatie in de naoorlogse jaren maakte hoge prijzen minder voor de hand liggend. Eerst na 1970 kwamen de schilders van de Bergense School weer in de belangstelling te staan.